# تامی براول
تامی براول (انگلیسی: Tommy Browell; ۱۹ اکتبر ۱۸۹۲ – ۵ اکتبر ۱۹۵۵) بازیکن فوتبال اهل بریتانیا بود.
از باشگاه‌هایی که در آن بازی کرده‌است می‌توان به باشگاه فوتبال اورتون، باشگاه فوتبال هال سیتی، باشگاه فوتبال منچستر سیتی، و باشگاه فوتبال بلکپول اشاره کرد.